# 10196 Akiraarai
A 10196 Akiraarai (ideiglenes jelöléssel (10196) 1996 TJ15) a Naprendszer kisbolygóövében található aszteroida. Ueda Szeidzsi és Kaneda Hirosi fedezte fel 1996. október 9-én.

## Kapcsolódó szócikk
- Kisbolygók listája (10001–10500)